# قائمة الأدوات المستخدمة في التشريح
الأدوات المُستخدمة في شَقّ الجسم في عِلم التشريح هي كالتالي:

## قائمة الأجهزة
| الجهاز                                | الاستخدامات |
| ------------------------------------- | --- |
| طاولة التشريح                         | لوضع الجُثة وتثبيتها |
| الثَلَّاجات                              | تُستخدم لحفظ الجُثة |
| مقَّص التشريح                           | يُستخدم للإمساك بالأنسجة أو إزالتها                                                                                      |
| الأنابيب الشريانيّة والوداجِيَّة          | لاستخراج ونَزح كل مخزون الدم وذلك قبل استبداله بسوائل التحنيط مثل مُركَّب الفورمالدهيد لحِفظ الأنسجة كما هو معتاد في التشريح |
| مسنَد الرأس                            | لرفع الرأس |
| الحبال                                | لِرَبط الجُثة في أماكن مختلفة لكي لا تتغيَّر وَضعيّة الجُثة أثناء عملية التشريح                                                 |
| القُفَّازات المَطَّاطِيّة                     | للوقاية |
| نظَّارات واقية                          | للحماية |
| سُترَة ومِئزّر وما إلى ذلك.               | للحماية |
| مِبْضَع                                  | لقَطْع الجلد، أو الأعضاء أو الأنسجة اللِّيفية مثل اللِّفافَة                                                                   |
| مِنشار العَظم                           | يُستخدم لقطع العِظام مثل عِظام الرأس                                                                                       |
| فاصلة الجُمجُمَة أو غالبًا (مِطرَقَّة وإزميل) | لكسر وفَتح قَبو الجُمجُمَة                                                                                                   |
| المِنشار القَصِّي                         | يُستخدم لقَطع صَدر الإنسان وذلك عن طريق شقّ عَظم القَصّ                                                                        |
| سِكِّين التشريح                          | من أدوات الشقّ الحادَّة |
| مِلقط مُسَنَّن                             | لتمزيق أو إمساك الأنسجة                                                                                                 |
| مدقّة                                  | تُستخدم كمِطرَقة |
| مفتاح الجُمجُمَة                         | إزميل على شكل حرف T يُستخدم كرَافِعَة أثناء إزالة قَلَنسَوَة الجمجمة                                                            |
| سِكِّين كبير                             | يُستخدم لشق الدماغ إلى مقاطع تشريحيَّة                                                                                     |
| مِقرَاض الضِلوع                          | لاختراق الأضلاع أثناء فَتح الصَّدر                                                                                         |
| مَقَّص التشريح                           | للقَطّع الحاد |
| جرار العَينات                          | تستخدم لحفظ العَينات التشريحية                                                                                           |
| المِنشار المِشطِيّ                        | vide: رابط خارجي; مِنشار للعِظام                                                                                          |
| مِسْبَار مُزدَوِج النهاية                   | يُستخدم لسَبْر الثُقبْ |
| لاصق اللسان                           | يُستخدم لإزاحة اللسان بعيدًا حتى لا يسقُط في البُلعوم                                                                       |
| الفورمالدهيد                          | مادةّ حافظة بِدَائِيّة تُستخدم في التشريح                                                                                     |
| أجهزة الأشعة السينيّة                  | تُعطي صورًا واضحة بالأشعة السينية                                                                                         |

## معرض الصور

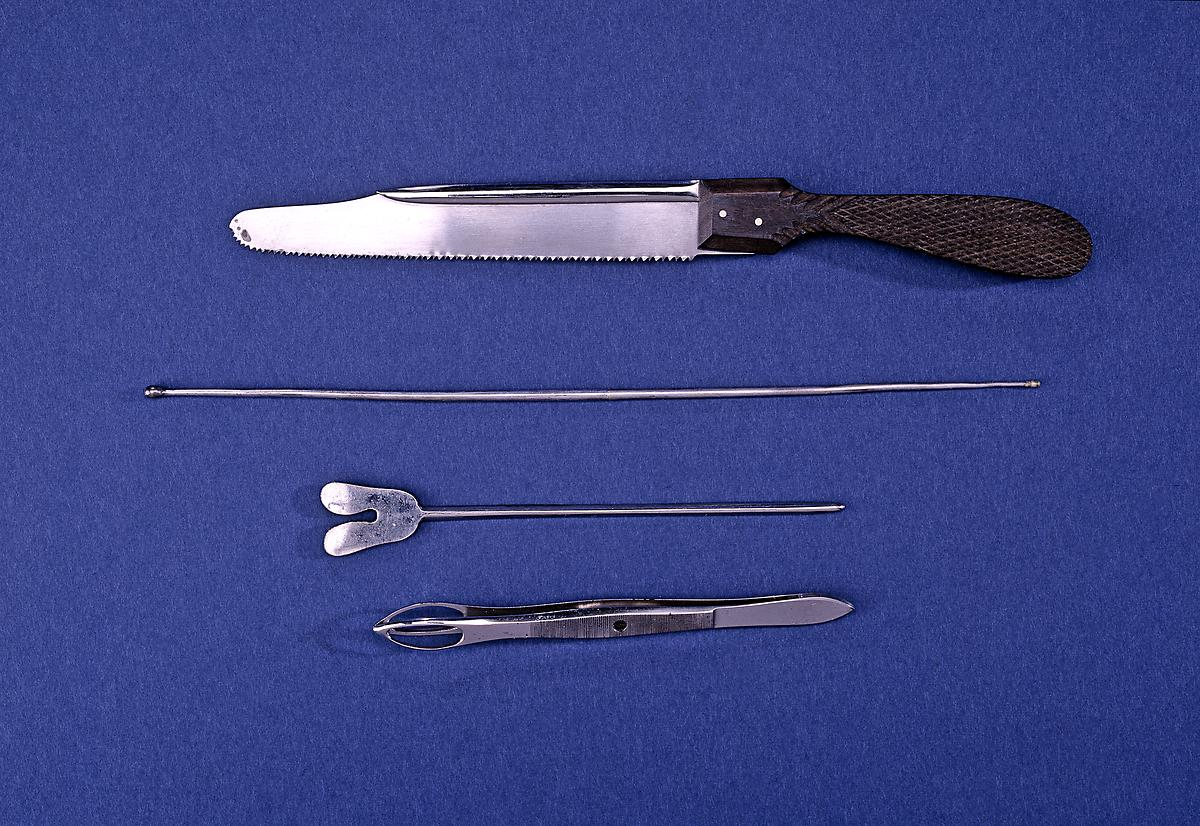
أدوات التشريح
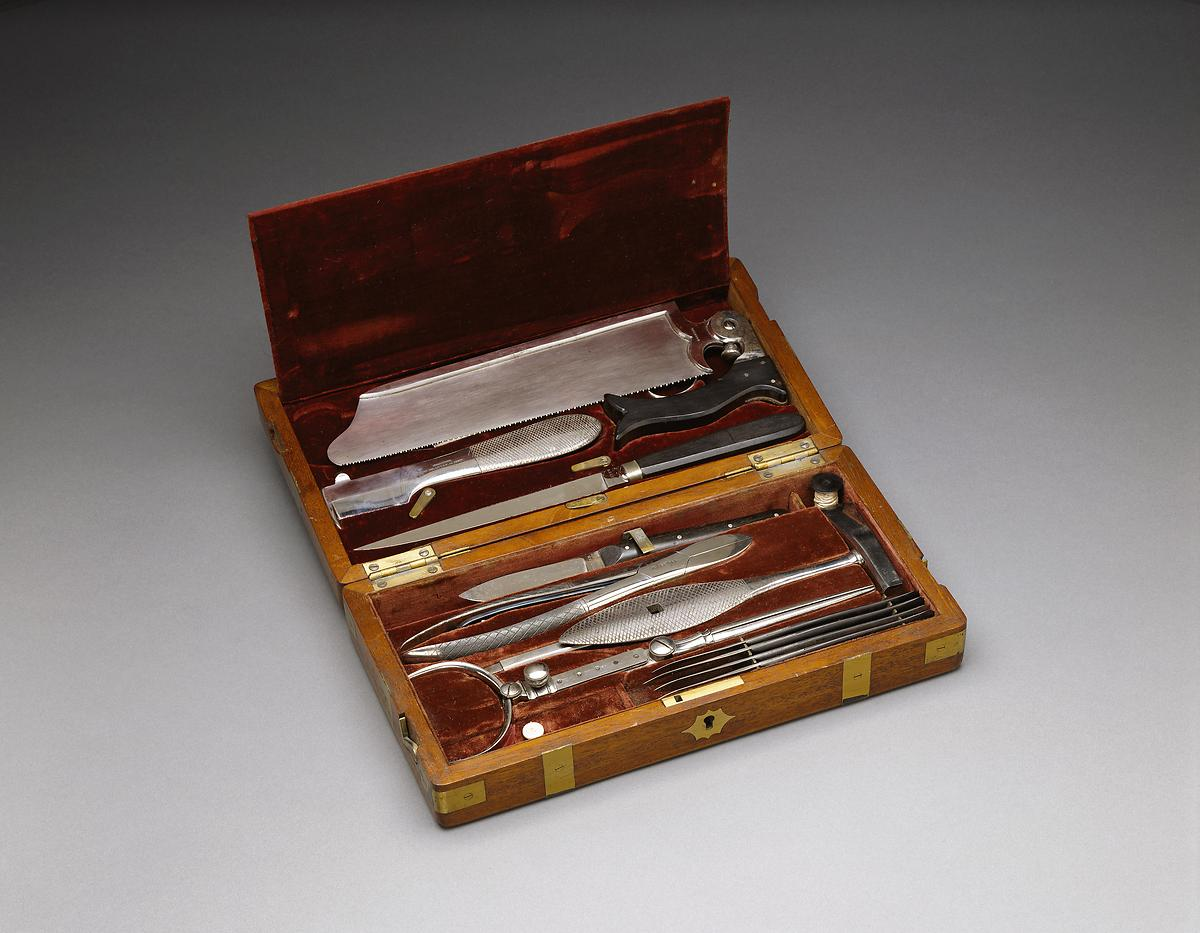
أدوات التشريح (مجموعة قديمة)
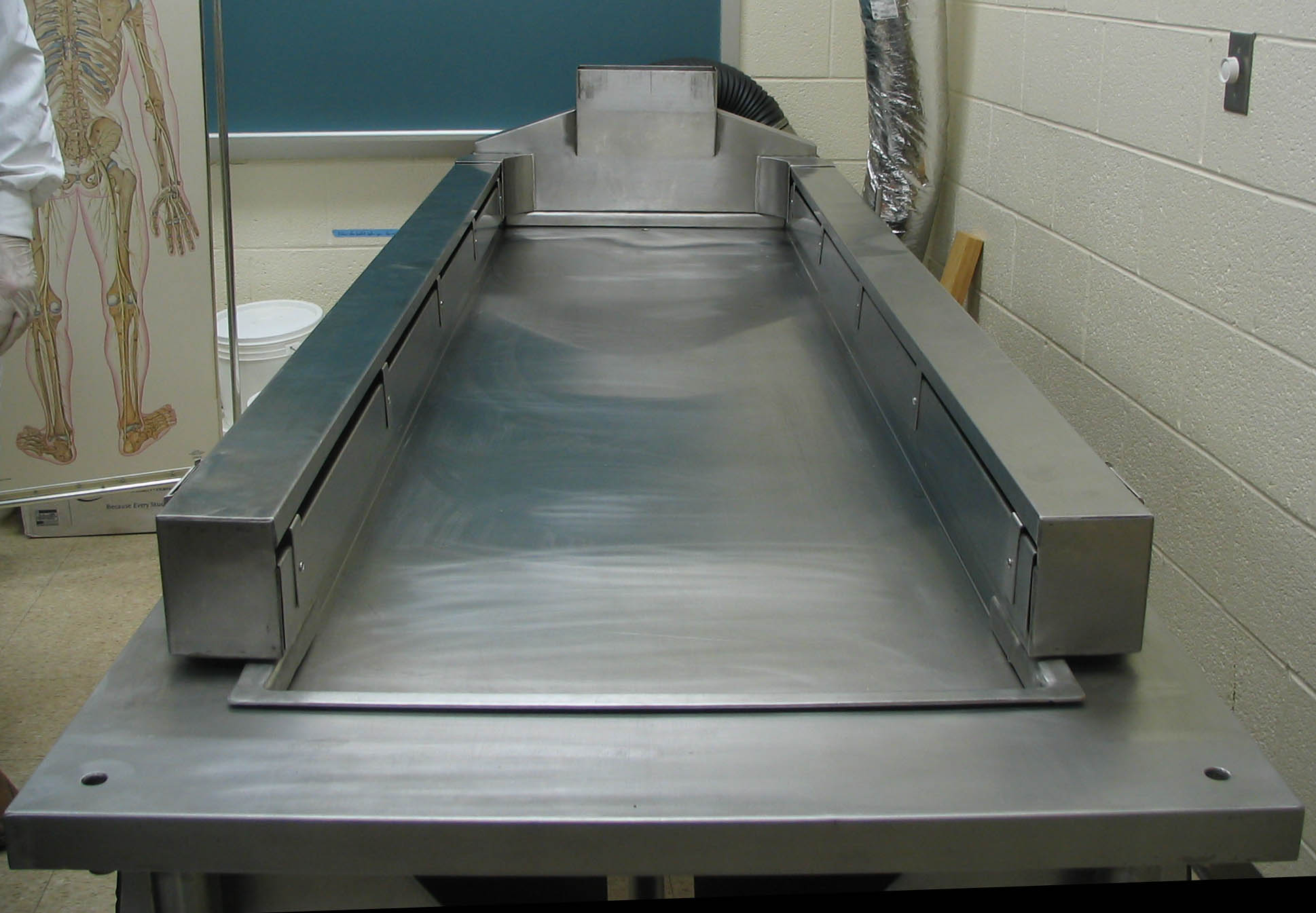
طاولة التشريح
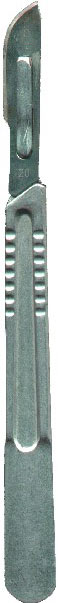
مِبْضَع
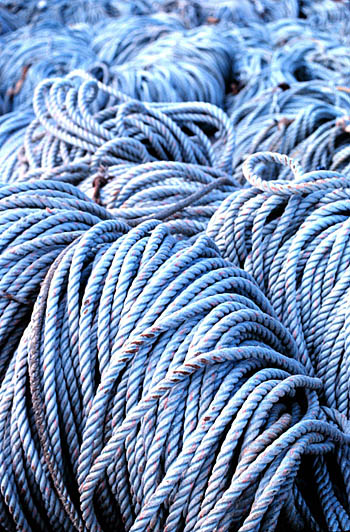